# Jürgen Eckhardt
Jürgen Eckhardt (* 15. Juli 1938 in Königsberg) ist ein deutscher Rechtsanwalt.

## Werdegang
Eckhardt wuchs in Heilbronn, Kirchheim am Neckar und Duisburg auf, wo er 1957 das Abitur ablegte. Im Anschluss studierte er in Tübingen und Münster acht Semester Rechtswissenschaften und legte beide Examen jeweils mit Prädikat ab. Er wurde 1957 Mitglied der Straßburger Burschenschaft Arminia zu Tübingen. 1966 gründete er in Stuttgart eine Anwaltskanzlei. Heute ist er Seniorpartner der Kanzlei Eckhardt & Göritz.
Seit Mitte der 1960er Jahre ist Eckhardt ehrenamtlich in berufsständischen Organisationen tätig. Er war freiberuflicher Verbands- und Innungssyndikus im baden-württembergischen Kraftfahrzeuggewerbe und Tarifführer in der dem Kfz-Gewerbe nahestehenden Tarifgemeinschaft. Ab 1976 trug er maßgeblich zum Aufbau des Anwaltsverbandes Baden-Württemberg bei und gehörte von 1976 bis 2011 dessen Vorstand an. 1985 war er Mitbegründer des Versorgungswerkes der Rechtsanwälte in Baden-Württemberg und war bis 2009 dessen Vorstandsvorsitzender. Zudem war er Vorstandsmitglied der Rechtsanwaltskammer und des Verbandes der Freien Berufe.

## Ehrungen
- 1987: Verdienstkreuz am Bande der Bundesrepublik Deutschland „für sein außergewöhnliches ehrenamtliches Engagement“
- 2011: Verdienstkreuz 1. Klasse der Bundesrepublik Deutschland[2]